# St. Charles Avenue

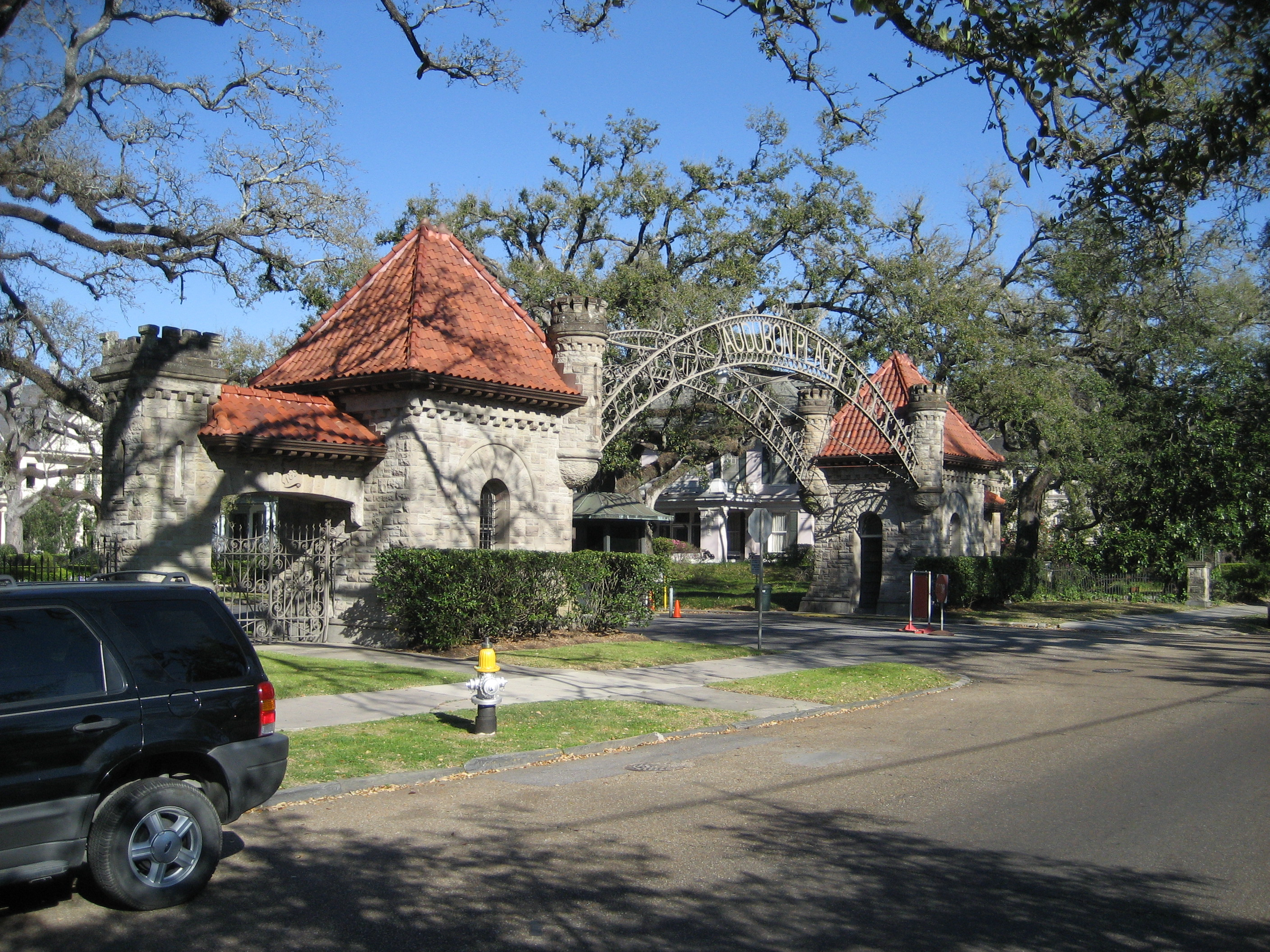
Trecho da St. Charles

St. Charles Avenue é um famoso logradouro da cidade estadunidense de Nova Orleans (Louisiana) de extrema importância para a cultura local e mundialmente famoso por ter sido um bairro classe alta no século XIX. Atualmente faz parte do percurso do tradicional Bonde de St. Charles e sedia as comemorações do Mardi Gras, o carnaval de Nova Orleans.
Uma das avenidas mais famosas dos Estados Unidos, a St. Charles Ave também sedia as Universidades de Loyola e de Tulane, a antiga United Fruit Company, o Pontchartrain Hotel e um prédio da Biblioteca Pública de Nova Orleans, além de muitas mansões e igrejas.
1. 1 2  «St. Charles Avenue | New Orleans Streets to Visit». www.neworleans.com. Consultado em 30 de maio de 2023
2. ↑  «Parades». NOLA Ready. 2023. Consultado em 30 de maio de 2023